# Ежов, Николай Герасимович
Николай Герасимович Ежо́в (1922—1945) — сержант Рабоче-крестьянской Красной Армии, участник Великой Отечественной войны, Герой Советского Союза (1945).

## Биография
Николай Ежов родился 4 января 1922 года в деревне Ядгарово (ныне — Кугарчинский район Башкортостана). Получил неполное среднее образование, после чего работал электриком на Медногорском медно-серном комбинате в Чкаловской области. В 1941 году Ежов был призван на службу в Рабоче-крестьянскую Красную Армию. С того же года — на фронтах Великой Отечественной войны. К марту 1945 года сержант Николай Ежов командовал орудием 571-го артиллерийского полка 154-й стрелковой дивизии 2-й гвардейской армии 3-го Белорусского фронта. Отличился во время освобождения Польши.
1 марта 1945 года во время боёв в районе озера Тифен-Зее в 30 километрах к востоку от города Бранево Ежов выкатил орудие и открыл огонь по противнику, уничтожив опорный пункт, 5 пулемётов, около 20 солдат и офицеров. Когда противник предпринял ряд контратак, основная тяжесть их отражения легла на расчёт Ежова. Во время четвёртой контратаки Ежов был тяжело ранен в ногу, но продолжал вести огонь, заменив раненого наводчика. Во время шестой контратаки Ежов был убит осколком Похоронен в Бранево.
Указом Президиума Верховного Совета СССР от 29 июня 1945 года за «образцовое выполнение боевых заданий командования и проявленные при этом геройство и мужество» сержант Николай Ежов посмертно был удостоен звания Героя Советского Союза.

## Награды
- Медаль «Золотая Звезда» Героя Советского Союза (29.06.1945)[2].
- Орден Ленина (29.06.1945).
- Орден Красной Звезды (28.07.1944).
- Орден Славы 2-й степени (16.01.1945)[4].
- Орден Славы 3-й степени (1944).
- Медаль «За боевые заслуги» (15.09.1943)[5].
- Медаль «За боевые заслуги» (28.12.1943)[6].

## Память
- Именем Ежова названа улица в Медногорске, на одном из домов которой установлена мемориальная доска.
- В средней школе села Ибрагимово Кувандыкского района Оренбургской области и у центральной проходной Медногорского медно-серного комбината, где он работал, установлены бюсты Героя[1][7].
- На здании электроцеха Медногорского медно-серного комбината, последнего места работы Н. Г. Ежова, установлена мемориальная доска[7].
- Гранитная звезда с портретом Н. Г. Ежова установлена 1 октября 2018 года на Аллее героев в центре города Медногорска Оренбургской области[8].